# Карашинцы
Карашинцы (укр. Карашинці) — село в Хоростковской городской общине Чортковского района Тернопольской области Украины.
До 2020 года входило в Гусятинский район.
Код КОАТУУ — 6121611001. Население по переписи 2001 года составляло 511 человек.

## Географическое положение
Село Карашинцы находится на берегу реки Голодные Ставы,
выше по течению примыкает село Перемилов,
ниже по течению на расстоянии в 1,5 км расположен город Хоростков.

## История
- 1568 год — дата основания.

## Объекты социальной сферы
- Школа I ст.